# Mauro Ferrari
Mauro Ferrari (Udine, 7 luglio 1959) è un ingegnere biomedico italiano, impegnato principalmente nella ricerca sulle nanotecnologie e nel campo della bioingegneria applicate in medicina.
È presidente e CEO del Houston Methodist Research Institute, direttore dal 2013 dell'Institute of Academic Medicine del Methodist Hospital System ed Executive Vice President del Methodist Hospital System (TMHS). È presidente della The Alliance for NanoHealth.

## Biografia
Dopo aver frequentato il liceo classico Jacopo Stellini di Udine, e essersi diplomato al liceo classico Dante di Firenze, nel 1985 si laurea in Matematica all'Università di Padova e consegue il master (1987) ed il Ph.D. (1989) in ingegneria meccanica all'Università della California - Berkeley.. Studia medicina presso Ohio State University. Lavora come assistente (1990-95) e professore associato (1996-99) in Scienza ed Ingegneria dei Materiali ed in Ingegneria Civile all'Università della California a Berkeley. 
È professore ordinario di Ingegneria Meccanica e di Medicina Interna, e direttore del dipartimento di Ingegneria Biomedica alla Ohio State University (2000-2006) in Ohio.
Contemporaneamente (2003-2005) è Special Advisor ed Eminent Scholar presso il National Cancer Institute a Bethesda, dove dirige la formulazione ed il lancio del programma federale USA in nanotecnologia applicata al cancro, uno dei maggiori programmi al mondo in nanomedicina, con un investimento complessivo superiore al miliardo di dollari.
In Texas (2006-2010) è professore ordinario di Medicina Interna e direttore del dipartimento di Nanomedicina (School of Medicine, University of Texas Health Science Center – Houston), professore ordinario di Terapie Sperimentali (University of Texas M.D. Anderson Cancer Center), professore aggiunto di Ingegneria Biomedica (University of Texas Austin) e di Ingegneria Meccanica (Università di Houston).
Passa infine al Methodist Hospital Research Institute (Houston, Texas) dove lavora tutt'oggi e dove ricopre anche la carica di amministratore delegato. Nel settore delle nanotecnologie ha pubblicato più di 350 pubblicazioni su riviste internazionali di cui 16 sulla rivista Nature e 7 libri. Ha ottenuto oltre 60 brevetti riconosciuti in USA e internazionali; oltre 30mila citazioni. Ha cominciato a dedicarsi alla lotta contro i tumori dopo la perdita della prima moglie Marialuisa, deceduta a causa di un tumore a soli 32 anni.
È Senior Associate Dean e Professore di Medicina a Weill Cornell Medical College a New York. È "Adjunct professorships" presso diverse istituzioni internazionali, quali l'Università di Swansea (Galles, GB; Honorary Chair in Nanomedicine), l'Accademia delle Scienze della Cina (Pechino; International Distinguished Visiting Professor), il Tecnologico di Monterrey (Messico).
È membro della American Society of Mechanical Engineers (ASME), dell'American Association for the Advancement of Science (AAAS), dell'American Institute for Medical and Biological Engineering (AIMBE). È anche membro della European Academy of Sciences.
Nel 2015 ha ottenuto l'Aurel Stodola Medal dell'Università ETH di Zurigo. Tra i riconoscimenti principali conseguiti per la sua attività di ricerca vi sono anche il Blaise Pascal Medal della European Academy of Sciences nel 2012, il CRS Founders Award da parte della Controlled Release Society nel 2011. Nel 2009 gli è stato assegnato l'Innovator Award per il programma di ricerca sul cancro al seno del Department of Defense americano e nello stesso anno è stato eletto membro della American Association for the Advancement of Science (AAAS). 
Nel 2012, Michele Cucuzza scrive un libro sulla sua storia, dal titolo Il male curabile (Rizzoli).
L'Università di Palermo gli ha conferito una laurea honoris causa in Ingegneria elettronica nel dicembre 2012. mentre l'Università di Napoli “Federico II” gli ha conferito la laurea Honoris causa in Biotecnologia
Il Ministro della salute Beatrice Lorenzin lo ha nominato, nel dicembre 2013, presidente della commissione incaricata di indagare sull'efficacia del metodo Stamina. Oltre ad essere una nomina ufficiosa, poiché senza un incarico particolare, Ferrari è stato privato dell'incarico poco tempo dopo per aver definito il metodo Stamina come «il primo caso importante di medicina rigenerativa in Italia, un'occasione per il nostro Paese di assumere un ruolo di leadership straordinario» durante un'intervista televisiva.
Nel 2013 riceve il Premio Franca Florio "Scienziati Italiani Patrimonio dell'Umanità", conferito agli scienziati italiani nel mondo.
Il primo gennaio 2020 ha assunto il ruolo di presidente del Consiglio europeo della ricerca dal quale annuncia le sue dimissioni l'8 aprile dello stesso anno. La motivazione risiede l'impossibilità di istituire un programma scientifico paneuropeo per combattere l'infezione CoVid-19, ma secondo un comunicato stampa pubblicato dallo stesso Consiglio europeo della ricerca esisteva già del dissenso tra i 19 membri del consiglio e il suo presidente Mauro Ferrari, tensioni che hanno portato alla richiesta unanime di dimissioni dello stesso già lo scorso 27 marzo.